# Kopia (broń)

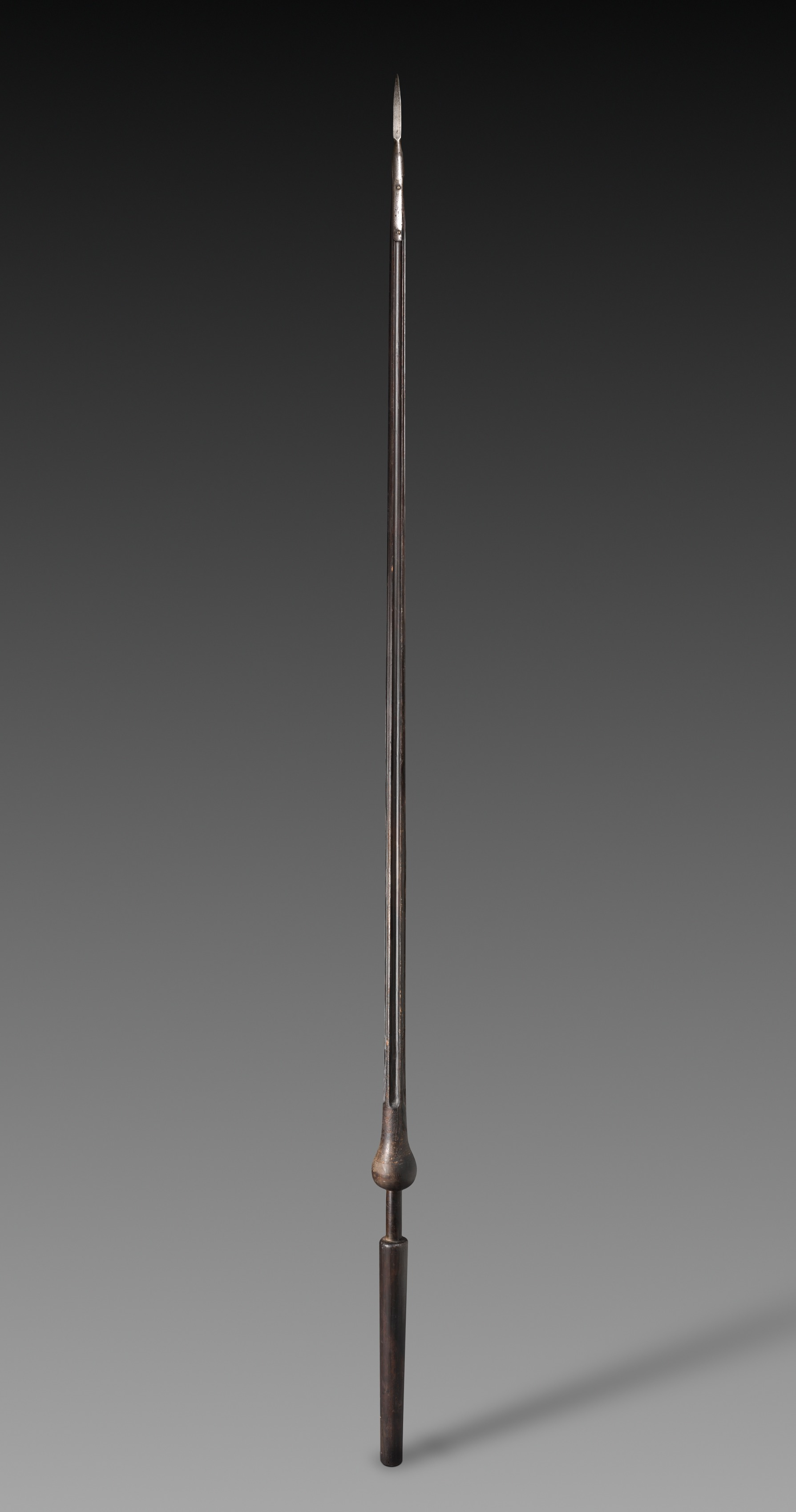
Replika średniowiecznej kopii

Kopia – broń drzewcowa wywodząca się z włóczni, którą konny wojownik umieszczał pod pachą i atakował przeciwnika, szarżując na niego galopem. Niezbędne dla rozwoju tej techniki walki było upowszechnienie się strzemion i siodeł z wysokimi łękami. Stała się tradycyjną bronią europejskich rycerzy.
Kopie turniejowe różniły się zdecydowanie od tych używanych na wojnie. W turniejowych koniec (grot) był zakończony tępo, aby nie zabić przeciwnika; były również często nacinane, aby łatwiej pękały. W zmaganiach turniejowych głównym celem było skruszenie kopii na tarczy lub zbroi przeciwnika.

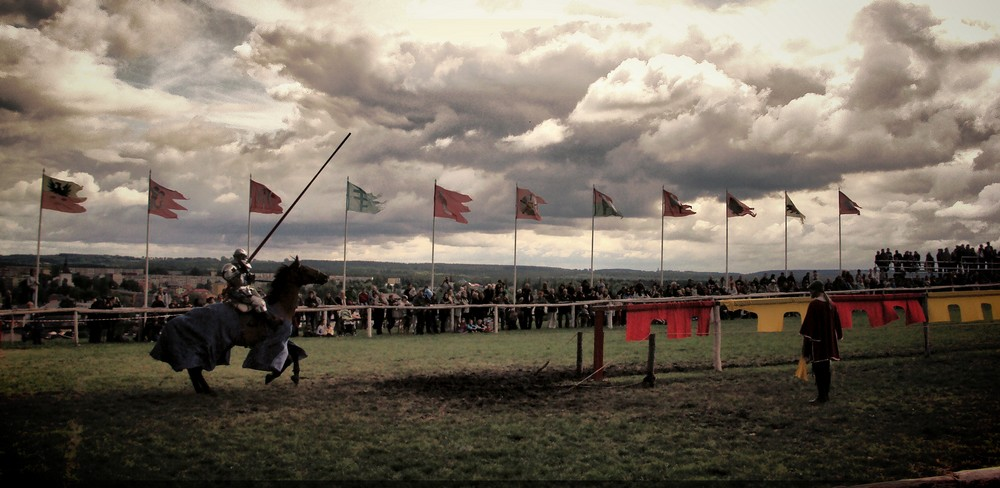
Rycerz uzbrojony w kopię podczas turnieju rycerskiego na zamku w Golubiu

Kopia rozpowszechniła się w średniowieczu w XII wieku. i przetrwała do końca XVI wieku w Europie Zachodniej (w Polsce do połowy XVIII wieku), kiedy wyewoluowała w lancę. Na początku XVI wieku zaczęła znikać z europejskich pól bitew, wraz z utratą znaczenia rycerstwa, wypieranego przez zwarte formacje piechoty oraz broń palną. Jeszcze w XVI wieku wciąż popularne były turnieje, w których udział zaczęło brać również bogate mieszczaństwo.
Była bronią dającą jeźdźcowi wielką siłę uderzenia w pierwszej fazie walki, ale jednorazową – przy trafieniu w przeciwnika łamała się. W czasie niektórych bitew po pierwszej szarży zdarzały się nawroty rycerstwa po nowe kopie i ponowne ataki – takich manewrów mogło być nawet kilka. W innych przypadkach, po skruszeniu kopii, rycerstwo przechodziło do walki wręcz na inną broń, najczęściej miecze.
Długość, masa i konstrukcja kopii wykluczały jakąkolwiek formę szermierki, poza atakiem na wprost, gdzie jeździec kierował głównie koniem. Jej zdolność przebijania zbroi była bardzo duża, z racji przyłożenia masy rozpędzonego konia i jeźdźca na końcu wąskiego, ostrego grotu. Stymulowała rozwój coraz doskonalszych i grubszych pancerzy, co wymuszało zwiększanie długości i masy samej kopii. Długość kopii dochodziła do 4,5 m, z czego tylna, grubsza część, na którą przypadało ok. 1/4 długości, stanowiła przeciwwagę. Chwyt był osłonięty okrągłą tarczką, chroniącą dłoń rycerza. W XV wieku na zbrojach pojawiają się specjalne haki do podtrzymywania coraz cięższych kopii. Była bardzo kosztowna.
Od czasu upowszechnienia się kopii w XIII wieku, nieokopana piechota była bezbronna wobec szarży ciężkiego rycerstwa. Dopiero pojawianie się na polach bitew zachodniej Europy w XV wieku zwartej formacji dobrze wyszkolonej najemnej piechoty (głównie szwajcarskiej i niemieckiej), używających długich pik, przyczyniło się do upadku taktyki walki rycerstwa i stopniowego wyjścia z powszechnego użycia zarówno kopii, jak i szarż ciężkozbrojnej jazdy jako głównej siły rozstrzygającej bitwy.

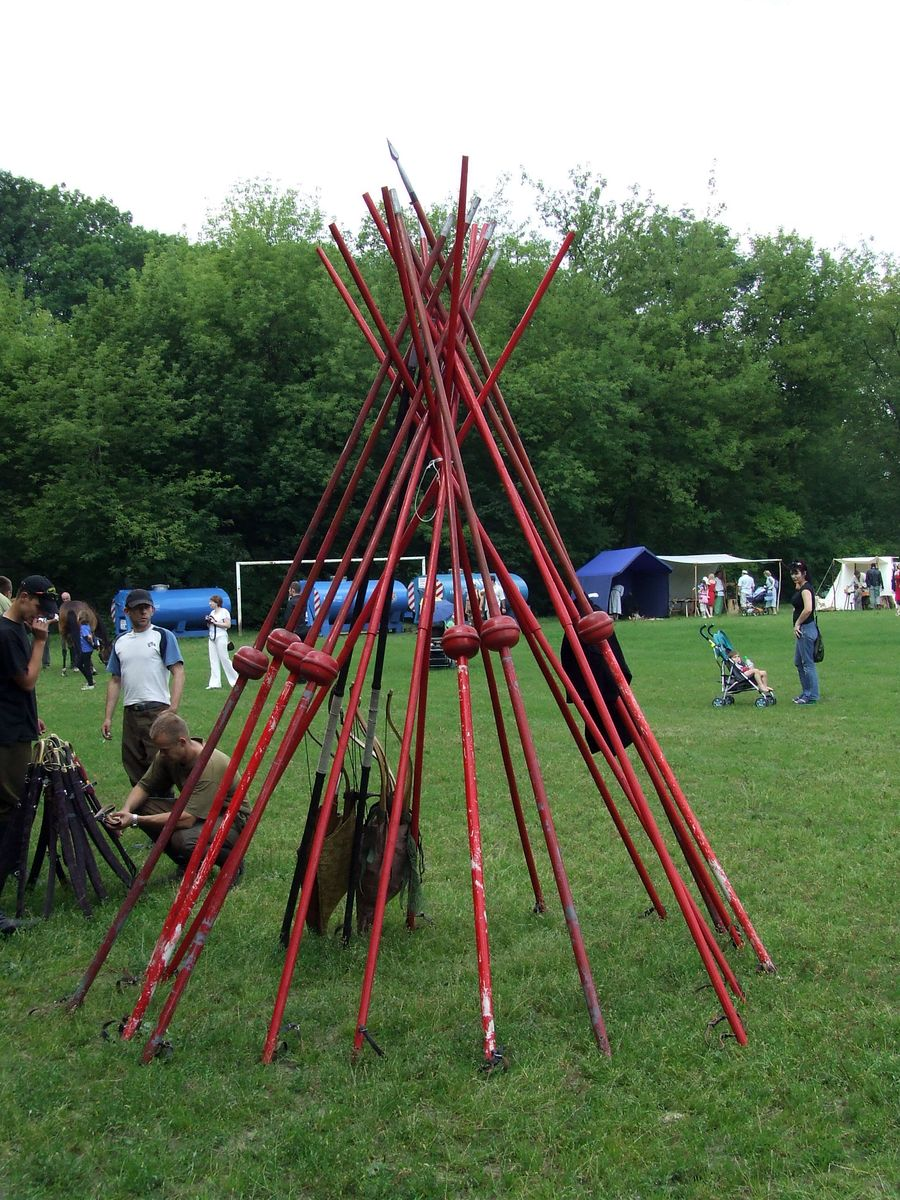
Współczesne rekonstrukcje kopii husarii

Na wyróżnienie zasługuje kopia husarska zwana potocznie „drzewem”. Do 2 poł. XVI w. była robiona z jodły i nie przekraczała 3 m długości. W XVII-XVIII w. dokonano jej ulepszeń. Wykonywana odtąd z drewna osikowego była drążona w środku od grotu do gałki (średniowieczna miała w jej miejsce tarczkę chroniącą dłoń), po to by zmniejszyć masę. Kopia husarska była najdłuższą bronią drzewcową używaną kiedykolwiek przez jakąkolwiek jazdę. Osiągała 4,5–5,5 m długości (niekiedy nawet 6,2 m). Doczepiano do niej proporzec dł. 2,5 m. Takie wymiary maskowały sylwetkę husarza podczas szarży (powiewający materiał dotykał wtedy końskich uszu).
Zachowało się do naszych czasów pięć oryginalnych kopii husarskich: trzy w Muzeum w Kórniku, jedna w Muzeum Ziemi Tarnowskiej w Tarnowie (z oryginalnym proporcem) i jedna w zbrojowni na Wawelu.
Kopia husarska była jedyną bronią kupowaną husarzom przez króla (czyli skarb państwa) w całej historii I Rzeczypospolitej. W czasach saskich była już tylko bronią paradną.